# Prača (Pale)
Pour les articles homonymes, voir Prača.
Prača (en serbe cyrillique : Прача) est un village de Bosnie-Herzégovine. Il est situé sur le territoire de la ville d'Istočno Sarajevo, dans la municipalité de Pale et dans la république serbe de Bosnie. Selon les premiers résultats du recensement bosnien de 2013, il compte 141 habitants.
Avant la guerre de Bosnie-Herzégovine, le village faisait entièrement partie de la municipalité de Pale ; après la guerre, son territoire a été partiellement rattaché à municipalité de Pale-Prača nouvellement créée et intégrée à la fédération de Bosnie-et-Herzégovine. La partie de Prača située dans la Fédération est le centre administratif de la municipalité de Pale-Prača.

## Démographie

### Évolution historique de la population dans la localité
| 1948 | 1953 | 1961 | 1971  | 1981  | 1991  | 2013 |
| ---- | ---- | ---- | ----- | ----- | ----- | ---- |
| -    | -    | 881  | 1 110 | 1 118 | 1 024 | 141  |

|  |